# Trabia
Trabia is een gemeente in de Italiaanse provincie Palermo (regio Sicilië) en telt 8865 inwoners (eind 2004). De oppervlakte bedraagt 20,5 km², de bevolkingsdichtheid is 432 inwoners per km².
De frazioni San Nicola l'Arena maakt deel uit van de gemeente.

## Demografie
Trabia telt ongeveer 3247 huishoudens. Het aantal inwoners steeg in de periode 1991-2001 met 2,3% volgens cijfers uit de tienjaarlijkse volkstellingen van ISTAT.
| Jaar | Inwoneraantal |
| ---- | ------------- |
| 1991 | 8067          |
| 2001 | 8252          |

## Geografie
De gemeente ligt op ongeveer 50 m boven zeeniveau.
Trabia grenst aan de volgende gemeenten: Altavilla Milicia, Caccamo, Casteldaccia, Termini Imerese.

## Trivia
Trabia is bekend uit de oudheid als de stad waar spaghetti uitgevonden zou zijn. Dit kan afgeleid worden uit het werk van Al-Idrisi, namelijk Rogers boek (1154), waarin hij de observatie maakt dat de inwoners van Trabia een vorm van pasta maken van harde tarwe, en dat dit product, gemaakt in lange slierten, in grote hoeveelheid gemaakt werd voor export naar andere regio's.